# يونايتد برس إنترناشيونال
يونايتد برس (United Press International) هي وكالة أنباء أمريكية، تعد واحدة من أكبر وكالات الأنباء المملوكة للقطاع الخاص في العالم. تقوم الوكالة بتوزيع الأنباء والصور وأفلام الأنباء المتلفزة والأنباء الإذاعية وبرامج الأنباء، لعدد كبير من المشتركين في خدماتها التلفازية. ومن بين المتعاملين معها: الصحف، ومحطات الإذاعة والتلفاز، والمجلات الإخبارية ومحطات التلفاز في أكثر من مائة دولة. ولهذه الوكالة نحو 230 مكتباً خارج الولايات المتحدة، إضافة إلى 180 مكتباً داخل الولايات المتحدة

## تاريخ
أسس إدوارد ويليس اسكربس اليونايتدبرس عام 1907. وفي ثلاثينات القرن الماضي قامت هذه الوكالة بتأسيس شبكة من مكاتب الأخبار على امتداد العالم. وفي عام 1958 اندمجت اليونايتدبرس مع خدمة الأنباء الدولية ليكونا اليونايتدبرس لكن شركة أ.و. إسكربس باعتها عام 1982 لشركة ميديا نيوز

## وصلات خارجية
- الموقع الرسمي